# Український науково-дослідний інститут авіаційної технології
Український науково-дослідний інститут авіаційної технології — науково-виробниче підприємство оборонно-промислового комплексу України, яке займається розробкою програмних, прогнозно-аналітичних матеріалів й нормативної документації в галузі авіабудування, виконує технологічне проектування літаків й авіабудівних підприємств, а також прогнозування й визначення трудових і матеріальних витрат на виробництво авіатехніки.
Крім того, НДІ поставляє комплекси механізованого інструменту для авіаційної й інших галузей промисловості.
Входить до переліку підприємств, які мають стратегічне значення для економіки й безпеки України.

## Історія
Київська філія Науково-дослідного інституту авіаційної технології була створена в червні 1964 року.
Після відновлення незалежності України, НДІ було перетворено на Український науково-дослідний інститут авіаційної технології (УкрНДІАТ).
В 1996 році УкрНДІАТ став відкритим акціонерним товариством, в якому доля державної власності склала 50 % акцій + одна акція.
27 липня 1998 року УкрНДІАТ було внесено до переліку підприємств, які мають стратегічне значення для економіки й безпеки України.
12 липня 2001 року уряд України прийняв закон про державну підтримку підприємств авіаційної галузі України, до переліку підприємств було включено УкрНДІАТ.
В липні 2005 року у відповідності з постановою Кабінету Міністрів України було створено державну літакобудівну корпорацію "Антонов", до складу якої було включено УкрНДІАТ.
В квітні 2008 року чисельність співробітників УкрНДІАТ складала 57 осіб.
На замовлення ЗАТ "Авіастар-СП" УкрНДІАТ провів експериментальні дослідження в галузі відпрацювання технології кріплення елементів конструкції під час виробництва літака МС-21 й видав рекомендації з вибору режимів обробки й інструменту.
9 червня 2010 року Кабінет Міністрів України прийняв постанову № 405, у відповідності до якої УкрНДІАТ було включено до складу підприємств авіапромисловості України, які отримують державну підтримку.
Також, в 2010 році УкрНДІАТ було залучено до участі в програмі розробки конструкції легкого (масою не більше 6 тон) українського гелікоптера.
Після створення в грудні 2010 року державного концерну «Укроборонпром», УкрНДІАТ було включено до його складу.

## Зовнішні посилання
- УкрНИИАТ [Архівовано 5 березня 2016 у Wayback Machine.] // интернет-сайт "Army Guide"